# Drangedal (stacja kolejowa)
Dragendal – stacja kolejowa w Dragendal, w regionie Telemark w Norwegii, jest oddalona od Oslo Sentralstasjon o 204,96 km. Jest położona na wysokości 75,7 m n.p.m.

## Ruch dalekobieżny
Leży na linii Sørlandsbanen. Jest stacją obsługującą dalekobieżne połączenia z południowo-zachodnią i południową częścią kraju. Stacja przyjmuje sześć par połączeń dziennie do Kristiansand, Arendal i Stavanger.

## Obsługa pasażerów
Poczekalnia,  parking na 40 miejsc, parking dla rowerów, autobus, ułatwienia dla niepełnosprawnych, postój taksówek.. Odprawa podróżnych odbywa się w pociągu.